# Diner

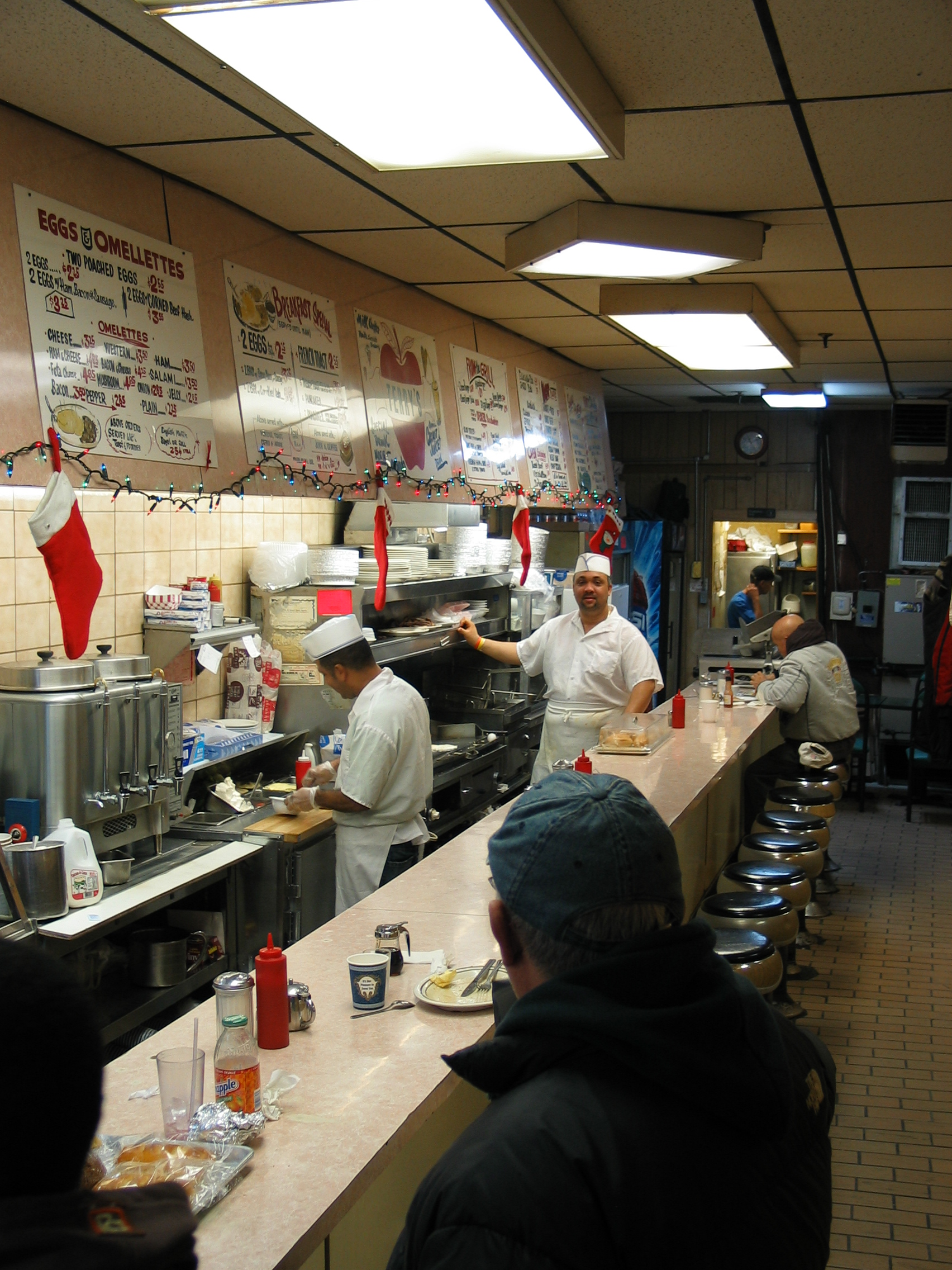
Liten diner i Brooklyn.

En diner är en amerikansk mindre restaurang, där maten serveras snabbt.[källa behövs]